# Verónica Macamo
Verónica Nataniel Macamo Dhlovo (13 de novembre de 1957 a Chissano, districte de Bilene Macia, província de Gaza, Àfrica Oriental Portuguesa) és una política i advocada moçambiquesa, militant del Frelimo i presidenta de l'Assemblea de la República des de les eleccions generals de Moçambic de 2009.

## Biografia
Va estudiar dret a la Universitat Eduardo Mondlane de Maputo, on hi va fundar l'Associació d'Advocades de Moçambic (Associação da Mulher de Carreira Jurídica). Alhora, en 1990 va ingressar a l'Organização da Mulher Moçambicana (OMM), secció femenina del Frelimo, en la que va ocupar diversos càrrecs alhora que assessorava jurídicament a empreses. En 1991 va entrar a formar part del Comitè Central del Frelimo, en el que dirigí el Comitè de la Dona (1994-1995) i fou portaveu d'afers exteriors (1995). Des de 1997 és membre de l'òrgan principal partit, la Comissão Política i se la considerava propera a l'antic president Armando Guebuza

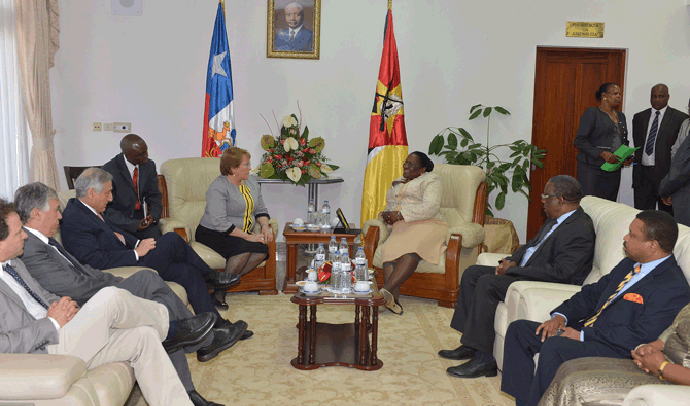
Verónica Macamo amb Michelle Bachelet, Presidenta de Xile

Fou escollida diputada per la província de Gaza des de les eleccions generals de Moçambic de 1994. De 2000 a 2009 fou directora del Fons Nacional del Turisme i en 2009 directora de la Companhia Moçambicana de Hidrocarboretos. En 2004 fou també membre del Parlament Panafricà per Moçambic. De 2000 a 2004 també presidí el Comité de Modernização da Assembleia da República (COMAR). Entre 2004 i 2009 va ocupar el càrrec de vicepresidenta de l'Assemblea i hi va dirigir el Conselho Consultivo de Administração da Assembleia da República. En 2010 fou escollida presidenta de l'Assemble amb el 91,4 % dels vots succeint Eduardo Mulembwe. En 2015 va ser ratificada en el càrrec amb el 89 % dels vots. També és membre de la Comissió Permanent de l'Assemblea.

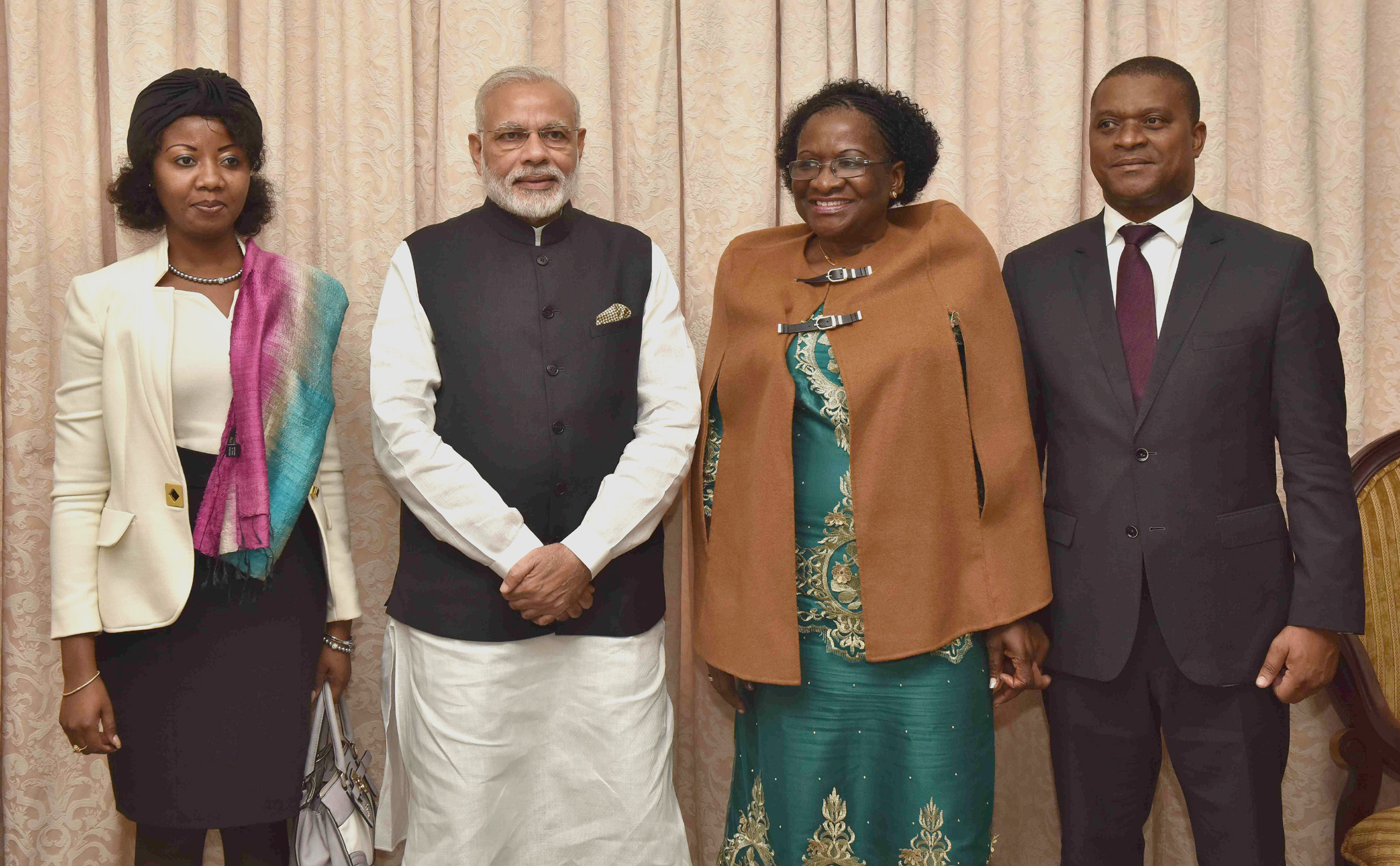
Macamo (segona per la dreta) amb el primer ministre de l'Índia Narendra Modi; juliol 2016.

## Controvèrsia
Després de l'elecció de Macamo com a presidenta de l'Assemblea, va dir al diari setmanal de Moçambic @Verdade que no mantindria el seu anterior vehicle oficial, un Mercedes-Benz S 300, per poc representatiu. L'administració de l'Assemblea ha ordenat la compra d'un nou Mercedes-Benz S 500 (en 2015 valia aproximadament 383.000 €) que han costat 14 milions de nous meticals. Aquest procés ha provocat un debat polèmic, després del qual Macamo va ordenar la retirada del vehicle.
En la campanya electoral de les eleccions locals el 2013 Macamo va fer campanya electoral pel seu partit en nombroses ciutats. En un acte de campanya a la ciutat de Quelimane, on tenia força possibilitats el candidat de l'opositor Moviment Democràtic de Moçambic Manuel de Araújo, el diari crític del govern Canal de Moçambique va citar paraules seves afirmant que el FRELIMO prendria la ciutat, encara que costés vides. Aquestes declaracions va provocar protestes massives protestes dels partidaris de MDM. Macamo va negar aquestes afirmacions.